# Háje (metropolitana di Praga)
Háje è una stazione della linea C della metropolitana di Praga. È il capolinea meridionale della linea.

## Storia
La stazione, con il nome originale di Kosmonautů, è stata attivata il 7 novembre 1980, come parte del prolungamento della linea C tra Kačerov e questa stazione.

## Strutture e impianti
La stazione è sotterranea ed è dotata di due binari, serviti da una banchina centrale.

## Servizi
La stazione è dotata di ascensori per le persone a mobilità ridotta.
- Biglietteria
- Servizi igienici

## Interscambi
- Fermata autobus (linee 175, 183, 197, 203, 226, 227, 240, 381, 382, 383, 387, 125, X125, 126, 136, 154, 170 e 213)[2]